# Església de Sant Agustí Nou

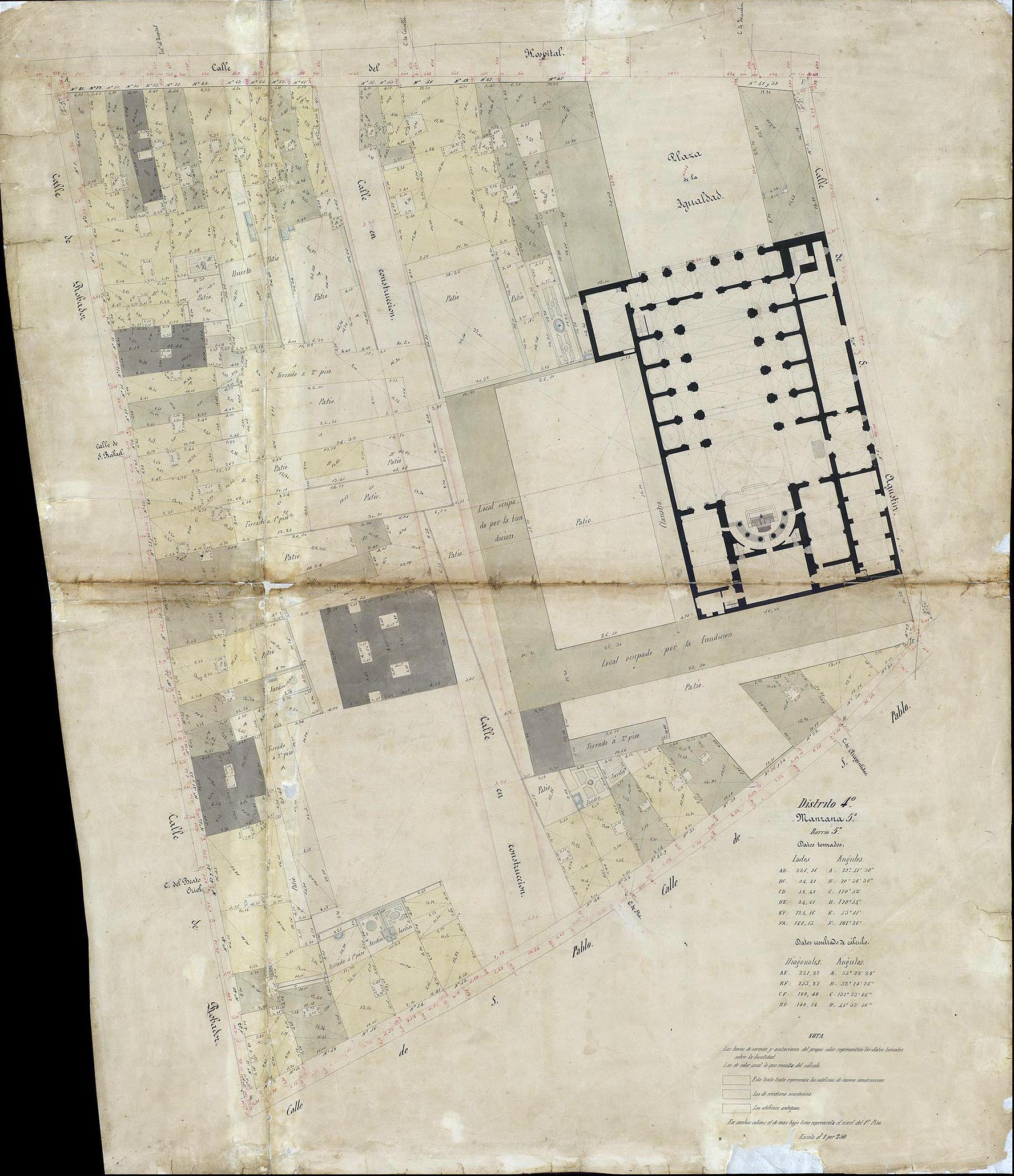
Quarteró núm. 96 de Garriga i Roca (c. 1860)

L'església de Sant Agustí Nou, o simplement de Sant Agustí, és un temple de culte catòlic situat a la plaça de Sant Agustí i el carrer de l'Arc de Sant Agustí al barri del Raval de Barcelona, catalogat com a bé cultural d'interès local. Formava part del convent del mateix nom de l'orde dels agustins, del que encara en queden algunes restes, com ara l'antiga biblioteca, actualment un hotel.

## Història
La construcció de la Fortalesa de la Ciutadella a partir del 1716 va afectar el convent de Sant Agustí Vell, situat al barri de la Ribera. Davant la insistència dels agustins per trobar un nou emplaçament digne per al seu convent, l'any 1727 el rei Felip V els cedí uns terrenys entre els carrers de l'Hospital i de Sant Pau, resultants de la demolició de set cases preexistents. El projecte del nou convent, de dimensions molt més grans que l'originari, va ser traçat pel mestre de cases Pere Bertran, que també s'havia encarregat de la destrucció parcial de Sant Agustí Vell.
Per bé que la primera pedra fou col·locada solemnement el 12 de desembre del 1728, un seguit de plets amb la parròquia del Pi i altres convents del barri, provocaren que les obres dels agustins fossin paralitzades nombroses vegades. L'any 1748, l'arquitecte i escultor Pere Costa, acadèmic de la Real Academia de San Fernando, presentà el projecte definitiu per a la façana principal de l'església. Ferran VI i el capità general Marquès de la Mina donaren l'últim impuls a les obres, dirigides per Bernardí Padallàs i Josep Pi, fins que el 30 de desembre del 1750 es produí el trasllat definitiu del convent. Tanmateix, les obres es prolongaren fins aproximadament l'any 1800.
Durant l'ocupació napoleònica (1808-1814), el convent va haver d'allotjar, durant dos anys, el batalló de Guàrdies Valons i, un cop expulsats els religiosos el 1813, l'església fou convertida en paller. El 1814, els soldats van marxar i els frares iniciaren les obres de restauració, però van patir acusacions d'haver col·laborat amb els ocupants. Arran de la crema de convents generalitzada a Barcelona el 25 de juliol del 1835, el convent va ser assaltat, saquejat i incendiat pels revolucionaris. Després d'aquest episodi, i amb motiu de la desamortització de Mendizabal del 1836, l'església s'erigí com a parròquia. El mal estat de l'edifici, però, obligà la nova parròquia a establir-se a la veïna i rival del Pi fins a la primavera del 1839, quan es contractaren les obres de l'església als arquitectes Josep Mas i Vila i Francesc Vallès. Probablement, en aquesta època es va transformar l'antic presbiteri quadrat en un de semicircular envoltat de columnes corínties i coronat per un quart d'esfera. L'antiga biblioteca fou transformada en el teatre Odeon (1850-1887), després Fonda de Sant Agustí, i altres dependències foren convertides en dipòsits municipals de mals endreços, mobiliari i objectes que arribaren d'altres convents saquejats.
El 1840, les naus i els baixos de la galeria del claustre inacabat del convent foren adquirides per Manuel de Lerena, administrador i director de la Compañía barcelonesa de fundición, construcción de máquinas y fabricación, més coneguda com La Barcelonesa, que va reconvertir-ne els espais en una gran fàbrica. Aquesta adquisició també incloïa dos terços de les plomes d'aigua del convent, quedant l'altre terç per a la parròquia. Cap al 1845, Lerena es va retirar de la societat, i el 1847, el nou director, l'indià Celedonio Ascacíbar, va adquirir a l'Estat les finques números 89 i 90 (actuals 34-36) del carrer de Sant Pau, que havien estat propietat del convent. El 1849, es va constituir la societat Tous, Ascacíbar i Cia, els socis principals de la qual eren Nicolau Tous i Soler i el mateix Ascacíbar, que el 1855 es va fusionar amb la foneria de Valentí Esparó per a formar La Maquinista Terrestre i Marítima. A principis de la dècada del 1860, els tallers foren enderrocats per a donar pas a un conjunt d'edificis d'habitatges benestants, una operació urbanística propiciada per l'obertura del carrer de Mendizábal (actualment Junta de Comerç).
L'any 1855, l'Ajuntament expropià l'atri de l'església i n'enderrocà la reixa antiga per obrir la nova Plaza de la Igualdad, avui de Sant Agustí. L'any 1860, el pintor Claudi Lorenzale i Sugrañes, recentment nomenat director de l'Escola de la Llotja, decorà el quart d'esfera del presbiteri amb una glòria mariana, seguint un esbós presentat pel llavors jove pintor Fortuny. L'altar columnari sota el quart d'esfera va ser daurat i decorat per l'arquitecte Elies Rogent l'any 1864. L'any 1880, la nau del carrer de l'Arc de Sant Agustí passà a acollir l'escola de les Filles de la Caritat de Sant Vicenç de Paül, per a nenes i joves obreres.
L'any 1925, l'interior de l'església fou restaurat per l'empresa Vilaró i Valls, que s'encarregà de repintar murs i fusteries i netejar els elements petris. Tanmateix, entre el 19 i el 20 de juliol del 1936, l'església fou incendiada i saquejada durant els primers disturbis de la Guerra Civil, quedant destruït el presbiteri, la Capella del Santíssim (decorada entre 1904 i 1906 per Joaquim Torres Garcia), les gelosies de la tribuna i la resta de retaules que ornaven les capelles laterals. Fou ocupada pel sindicat d'Arts Gràfiques. A més, l'Ajuntament va enderrocar l'ala del carrer de l'Arc de Sant Agustí, que acollia l'escola de noies. Tot i que se n'havia ordenat la demolició total, l'arquitecte municipal Joaquim Vilaseca i Rivera, aconseguí frenar-la, al·legant que podria ser utilitzada com a sala de concerts. Després de la Guerra, l'interior del temple fou profundament remodelat, sense que hagi transcendit, de moment, l'autoria i direcció de les obres.
El 7 de novembre del 1971, el temple de Sant Agustí fou l'escenari de la constitució de l'Assemblea de Catalunya, una plataforma antifranquista que agrupava l'oposició de partits, sindicats i organitzacions polítiques i socials catalanes. L'any 2011 s'hi va celebrar un acte commemorant-ne el 40è aniversari.

## Arquitectura
La façana principal del temple, dissenyada per Pere Costa, restà inacabada, de manera que mentre la part baixa presenta un revestiment de carreus regulars de pedra de Montjuïc, la part superior conserva l'obra de maó i pedra irregular. La part baixa presenta cinc grans arcs de mig punt d'accés al pòrtic, recolzades sobre uns matxons ornats amb semicolumnes monumentals d'ordre compost que suporten el pes d'un entaulament ritmat. Damunt de l'arc central s'hi esculpí l'escut d'armes del rei Felip V. El pòrtic, de la mateixa amplada que el temple, mesura 33,80 m de llargada i 5'50 m de profunditat, cobert amb voltes d'aresta amb arcs torals de pedra. Aquest pòrtic acull una porta d'accés a cada nau (tres en total) coronada per un arc escarser i amb els muntants motllurats.
L'interior de l'església, de grans dimensions, té una nau central de 56'50 m de llargada i 14'50 m d'amplada coberta amb una volta de canó amb llunetes a les que s'obren finestrals. Aquesta volta se sosté per mitjà de grans pilastres de base àtica de pedra i capitell corinti ornat amb la mitra i el bàcul de Sant Agustí. Aquesta nau central està flanquejada, a cada costat, per dues naus laterals cobertes amb voltes d'aresta amb cinc capelles per banda cobertes amb cúpules, mesurant un total de 9'90 m d'amplada. Sobre les naus laterals, hi ha unes àmplies tribunes comunicades, als peus de l'edifici, per mitjà del cor elevat. Aquestes tribunes estan tancades per balustrades de fusta tallada que formaven part, abans de la seva destrucció, d'unes imponents gelosies que cobrien íntegrament els arcs formers. El creuer és coronat amb una cúpula el·líptica sobre petxines adornada amb radis i il·luminada per vuit finestres. El tambor d'aquesta cúpula es presenta motllurat amb un entaulament corregut sostingut per mènsules en forma de voluta. A la capçalera hi ha el presbiteri, de forma semicircular ornat amb sis pilastres i sis columnes corínties monumentals sobre podi. Sobre aquesta columnata hi reposa un quart d'esfera ornat a quarterons i motius pompeians, sota una volta cassetonada. Al bell mig del presbiteri hi ha un baldaquí sostingut per quatre columnes compostes que acull la imatge de Sant Agustí i un baldaquí menor amb la imatge de la verge de Montserrat. Tot el presbiteri es presenta policromat i daurat.
El presbiteri és flanquejat per dues capelles d'amplada idèntica a les naus laterals, dedicades a l'adoració del Santíssim i la Verge de la Soledat. Ambdues capelles són cobertes per tres crugies de volta de canó sobre pilastres. L'accés a aquestes capelles es produeix des del transsepte per mitjà de dos portals de pedra emmarcats per un pòrtic dòric amb entaulament i frontó triangular, ornats amb relleus escultòrics de caràcter gairebé popular. Darrere el presbiteri hi ha la sagristia, de 14'50 x 9'8 m i coronada per una volta estrellada.
Adossada a la façana de l'epístola i llindant amb el pati d'illa dels immobles veïns, es conserva una de les galeries del claustre. Aquest espai, que havia estat dissenyat per a distribuir-hi les principals estances de la comunitat, presenta tres pisos: el primer, obert per mitjà de grans arcs rebaixats sostinguts sobre columnes toscanes; el segon, obert per arcs rebaixats de menors dimensions sostinguts per columnes jòniques sobre un podi ornat a quarterons; i el tercer, en què s'hi alternen finestres i balcons. En l'actualitat, totes aquestes obertures es presenten cegades i l'interior acull les dependències parroquials, il·luminades amb finestres irregulars de nul·la entitat arquitectònica.
La façana de l'evangeli, que és el resultat de l'enderrocament durant la Guerra Civil de l'ala oriental del convent, ocupada per una escola de noies, tradueix encara els perfils de les voltes que cobrien l'antiga Capella de la Bona Mort i la galeria de sepultures. En una recent restauració (2009), es procedí a revestir de morter els murs de tancament i deixar en obra vista les traces de l'edificació desapareguda. Entre els contraforts de la nau, són visibles els llanternons de les cúpules que cobreixen les capelles laterals, coronats amb cuculles de teula vidrada de color verd. També s'hi pot divisar el cimbori que corona el creuer, amb els murs revestits de morter, a excepció de les finestres i les cadenes d'angle acabats amb pedra. El cimbori es cobreix per mitjà d'una teulada vidrada de diversos colors.
Al temple s'hi venera una imatge de Sant Ponç, que originàriament era a la capella de l'Hospital de la Santa Creu de Barcelona. També és tradicional la veneració de Santa Rita el 22 de maig.

## Comunitat filipina
A l'església de Sant Agustí Nou s'hi fan misses en català, castellà i tagàlog, i és un punt de trobada per la comunitat filipina catòlica de Barcelona.

## Galeria d'imatges

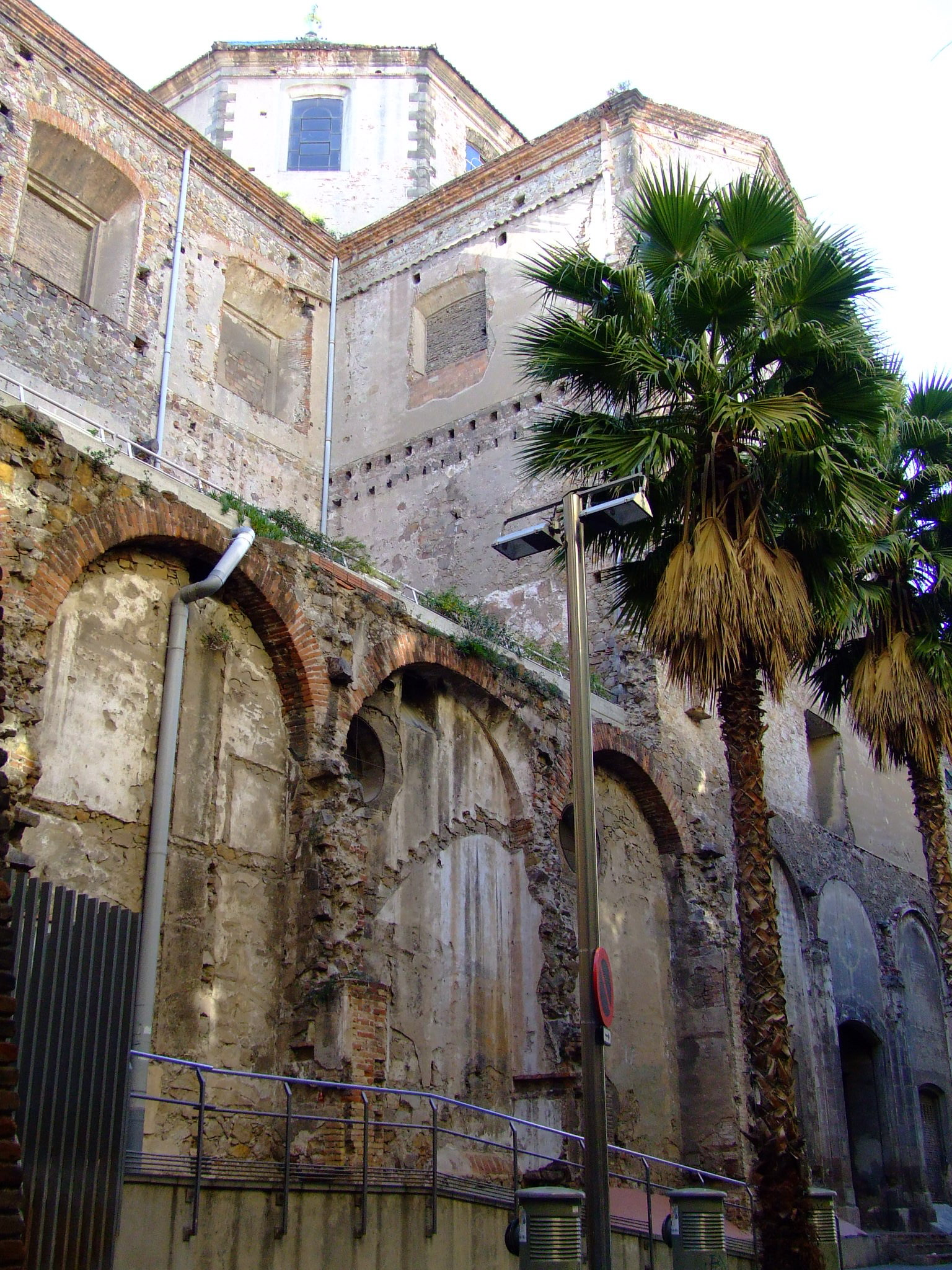
Façana lateral amb les restes de l'ala oriental
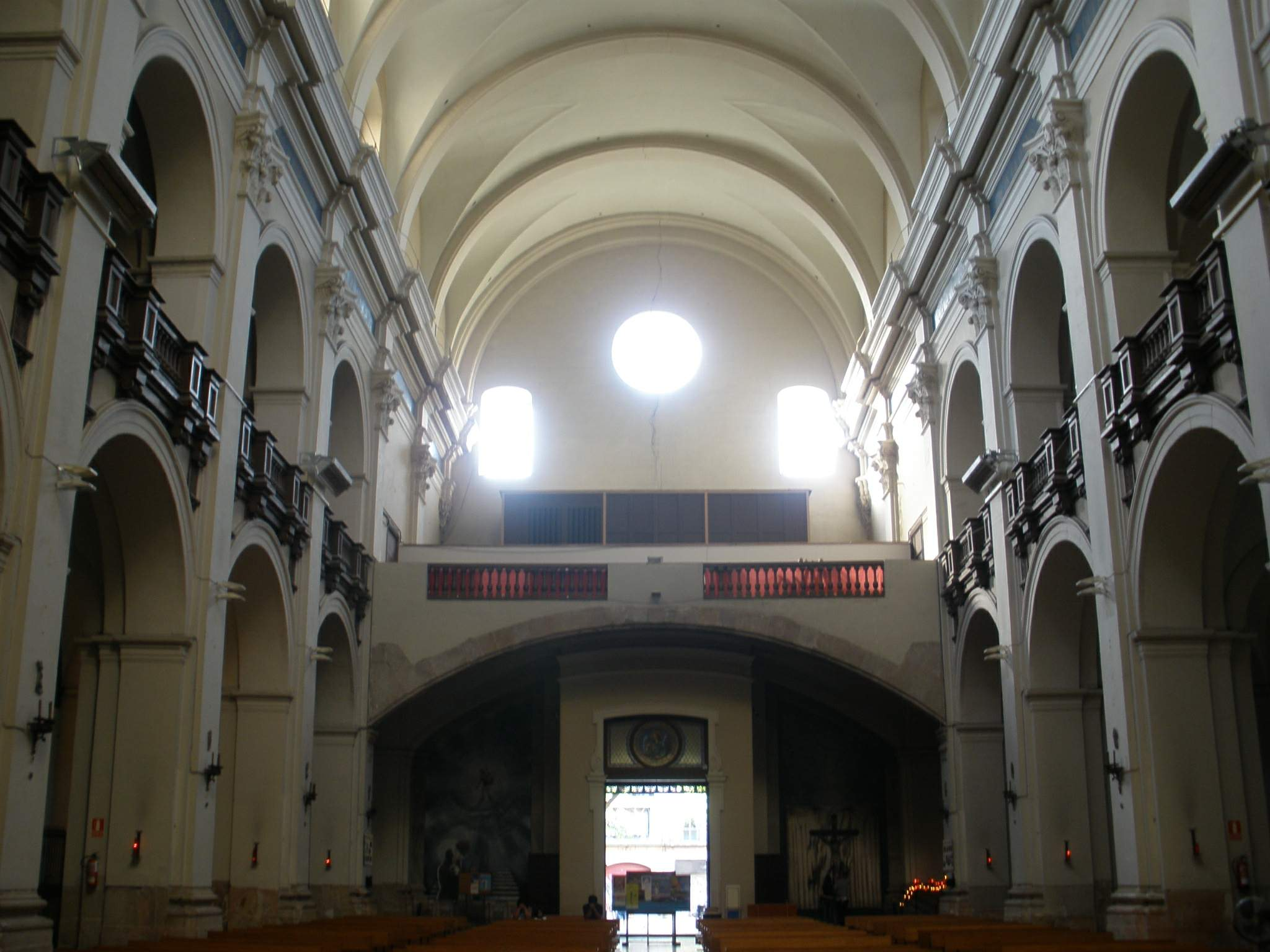
Nau amb el cor
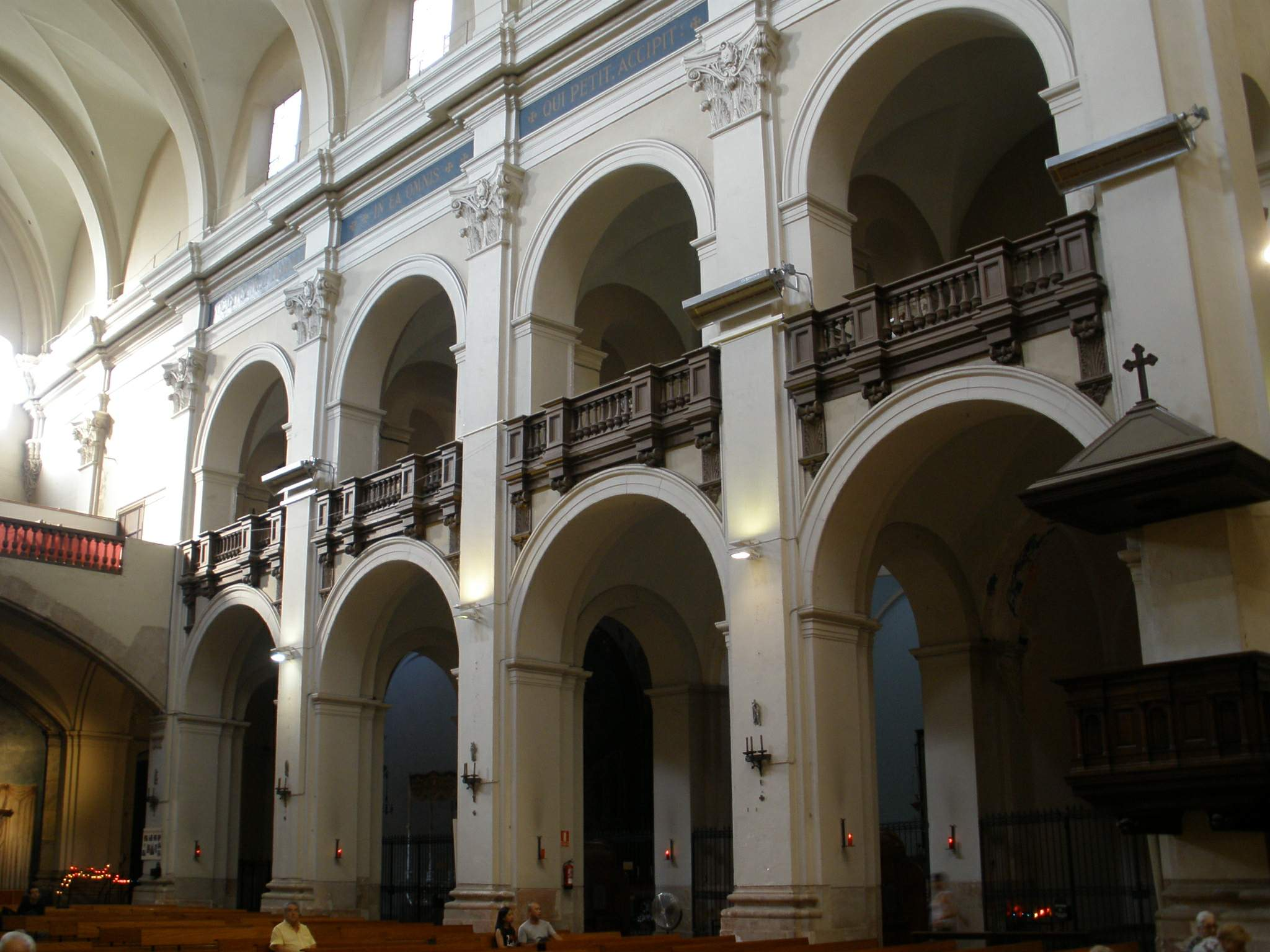
Galeries de la nau del costat de l'Epístola.
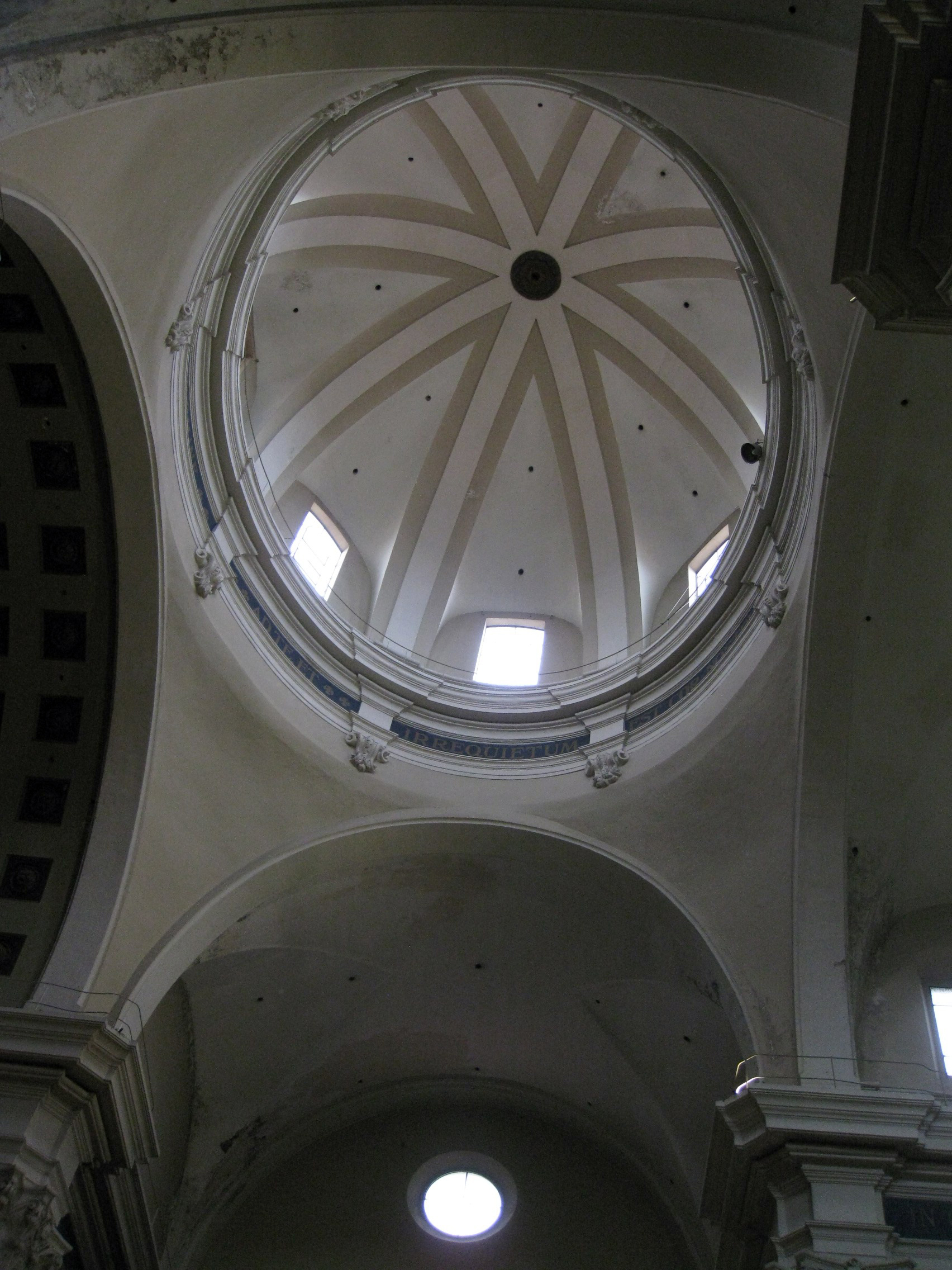
Cúpula del cimbori
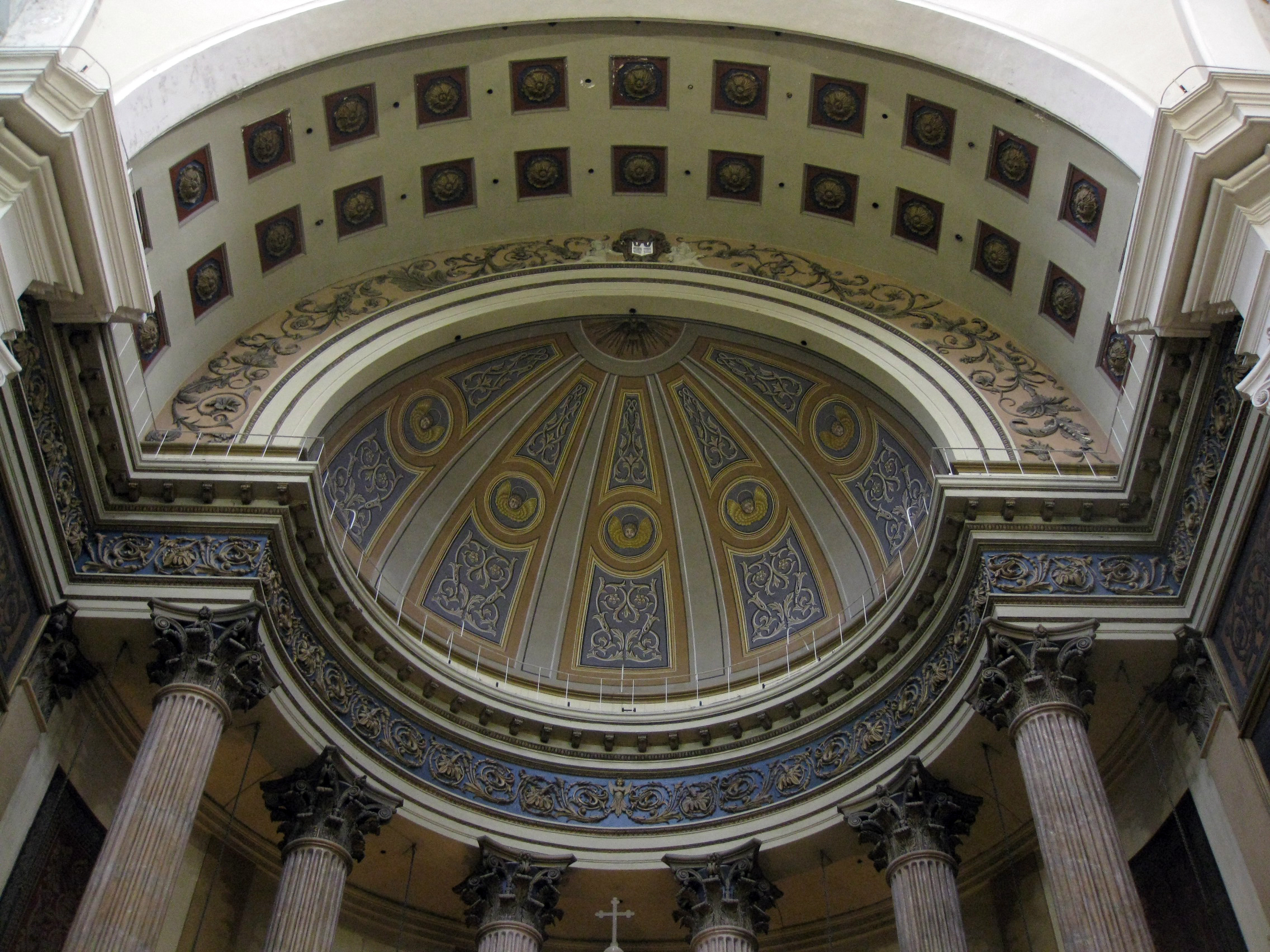
Tambor i cúpula de l'àbside
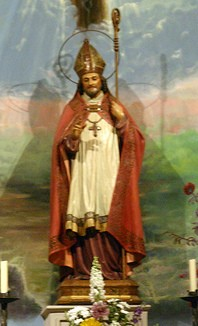
Talla de Sant Ponç, a la capella homònima
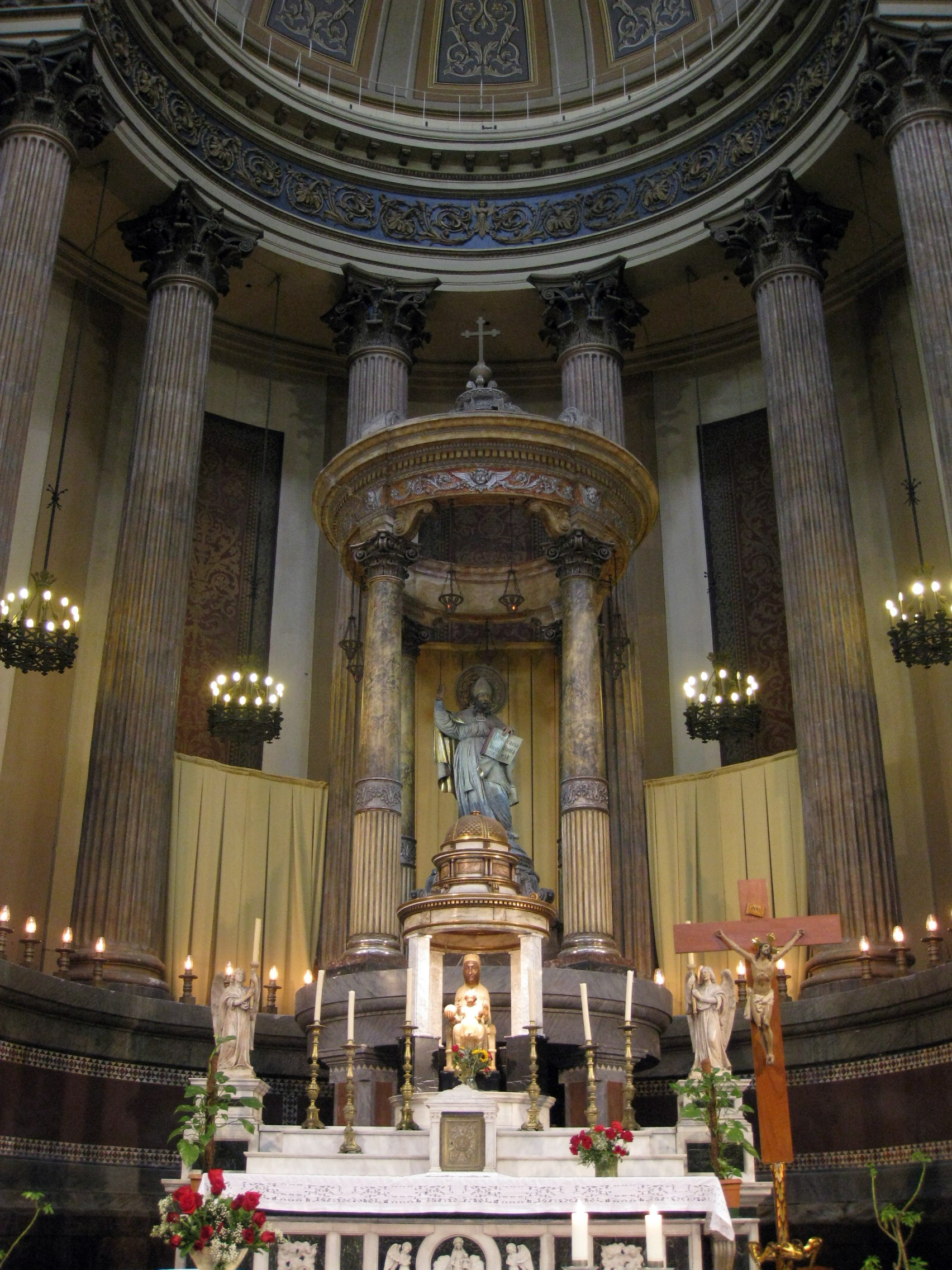
Altar major
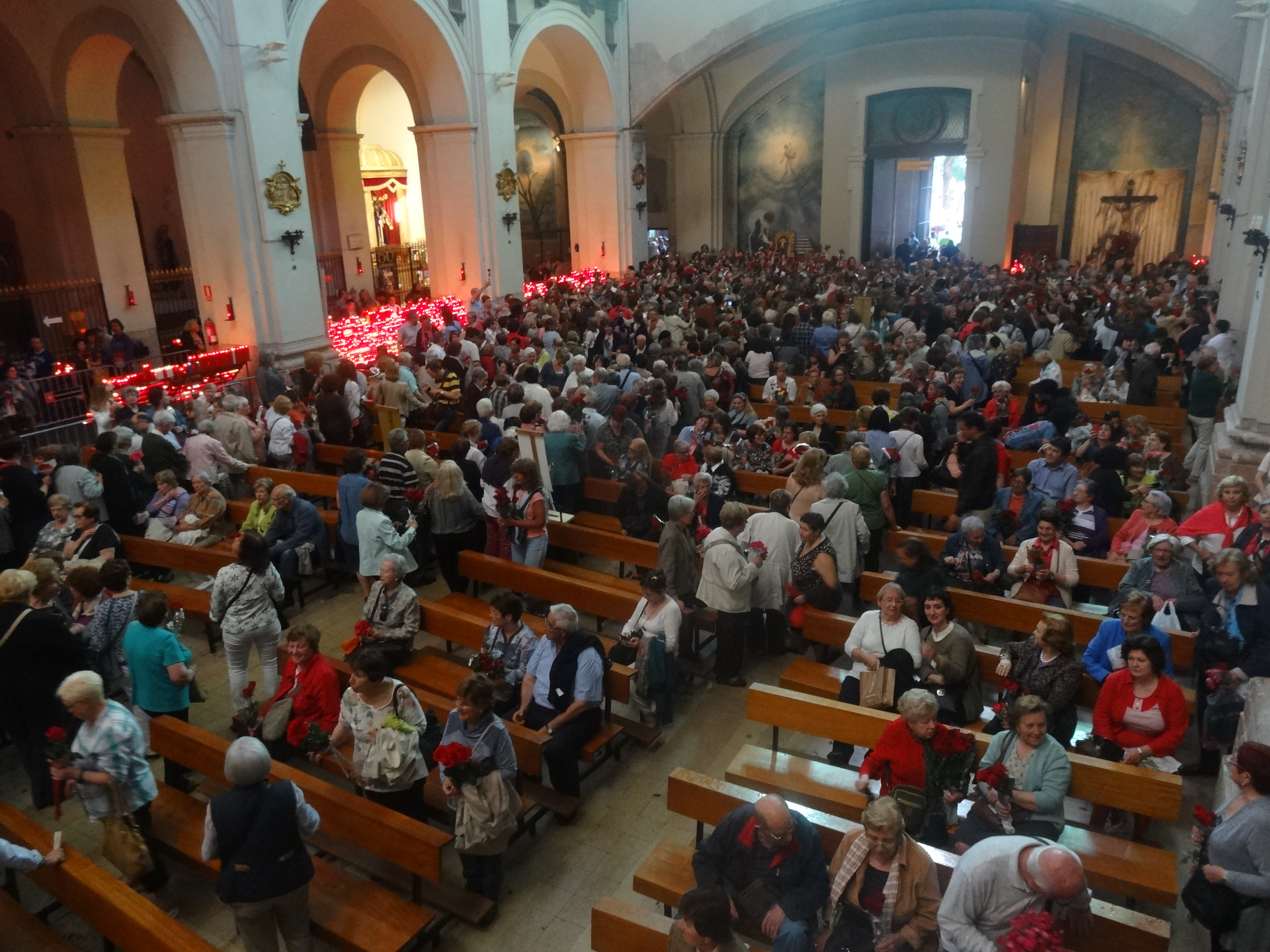
Veneració de Santa Rita el 22 de maig